# 霧峰柳樹湳七將軍爺廟
24°03′35″N 120°40′54″E / 24.059655°N 120.681533°E
霧峰柳樹湳七將軍爺廟，簡稱七將軍爺廟，舊名兵慶祠，是位於臺灣台中市霧峰區南柳里的七將軍廟，祭拜七員清軍與一隻犬，與當地原漢衝突有關，為中台灣烏溪流域七將軍信仰的起源處。

## 事件
今日分屬南投縣、彰化縣、台中市的中台灣烏溪流域，在古代為洪雅族、巴布拉族、巴宰族、巴布薩族等平埔諸族各社活躍之地。台灣清治時期康熙中葉以降，漢族勢力沿烏溪及其水系往內山推進，引發原漢衝突，自雍正後日益嚴重化，如水沙連社曾屢次出草。乾隆三年（1738年），清廷應郝玉麟奏疏，爲防原住民侵擾，在彰化縣柳樹湳庄（今台中市霧峰區南柳里）設立柳樹湳汛，由貓霧拺汛、彰化汛各派兵五十名移駐，並設把總一名。
乾隆十二年（1747年），番通事葛第夫（漢人，原姓葉，漢名三甲），向台灣府衙提告監生簡經仗勢長期積欠其養父葛買奕的租穀，還侵吞北投社減免的番丁餉。乾隆十四年（1749年），知府方邦基裁斷，革除簡經的功名；另外，簡經除需歸還四十甲熟田，還需清還積欠的四千石租穀，減免之番丁餉銀則無須還給北投社。但是，簡經僅清償六分之一，且土地則任由佃戶佔墾，並透過妻弟巴臘巫義，恐嚇葛第夫。簡經受到周圍村民護衛，而且佃民十分梟勇，敢於公然打死知縣的二名北投社轎夫。
葛第夫遂邀同父異母兄葉福，並協同大霞、大斗六等族人，透過萬丹隘口老茅、與水沙連福骨、哆囉嘓、眉加臘、貓裡眉等四社眾取得聯繫，於乾隆十二年十二月初八（1748年1月8日）晚出草內凹庄，殺死佃戶賴、白二姓共二十二人，燒毀八間茅房。同夥大宇、大武力等目擊所割頭顱，嚇得先行回家。同月十一日夜（1748年1月11日），再引領原住民夜襲柳樹湳汛營盤，火焚五間營房，斬士兵陳綬保、吳世俊、薛國棟、劉耀、翁均、張列（墓碑作張烈）、彭英等七人頭顱，署把總蔡鳳及兵丁李高華、吳廷漢、郭滄生、康亮、張尾等五人皆受傷。事發後，台灣鎮總兵陳林每在未經總督覆准下，隨即從其他汛塘撥調兵力六十人，分駐石榴班、南北投隘口以防禦原住民，並且由鎮營抽派出千總、把總前往聲援。
《台案彙錄己集》記載，歷經二年餘的調查與審理之後，乾隆十九年五月末（1754年），刑部、兵部與三法司審覆確定，於六月初一凌遲處死葛第夫，處斬同夥老茅、葉福、大霞、容仔俱並傳首梟示；大斗六、大眉里、馬里等人則處絞刑，於秋後處決。史稱「彰化縣內凹庄及柳樹湳兵民被兇番焚殺案」。
簡經也受到處罰，杖一百、流二千里。福建福州將軍新柱與福建巡撫陳弘謀在〈乾隆十九年閏四月十九日奏覆審理彰化縣兇番焚殺兵民摺〉寫：「簡經所欠北投社租穀及減半番餉，行縣照數追給，發交該社番眾收領。簡經所佔墾舊社草地，飭縣查丈四至，並將原斷內凹莊撥還四十甲熟田，一併劃出，俱交該社番眾公分管領。」
袁枚將此事件寫成詩作《心中賢人歌寄錢璵沙方伯》贈給錢琦。

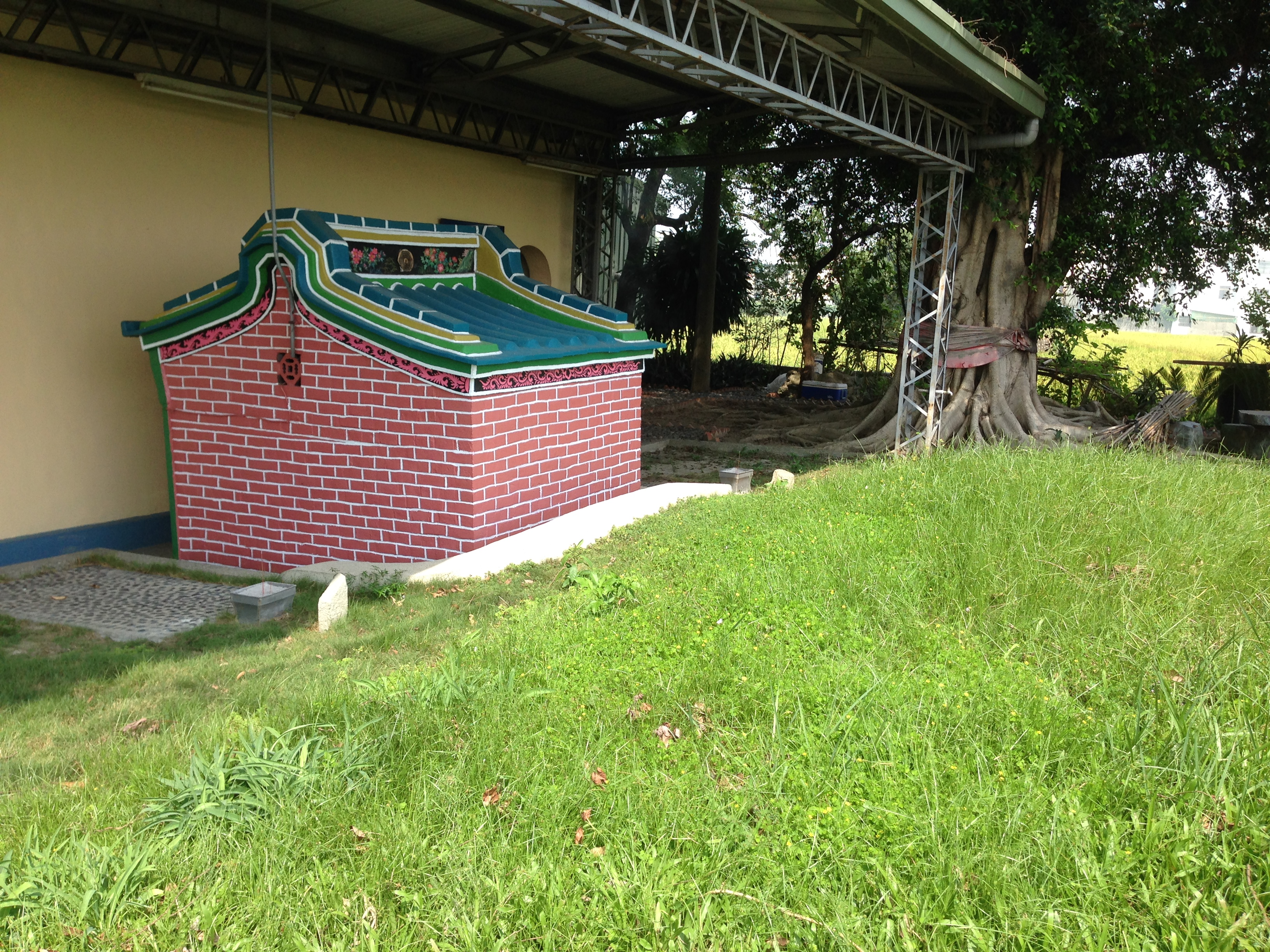
七人墳墓
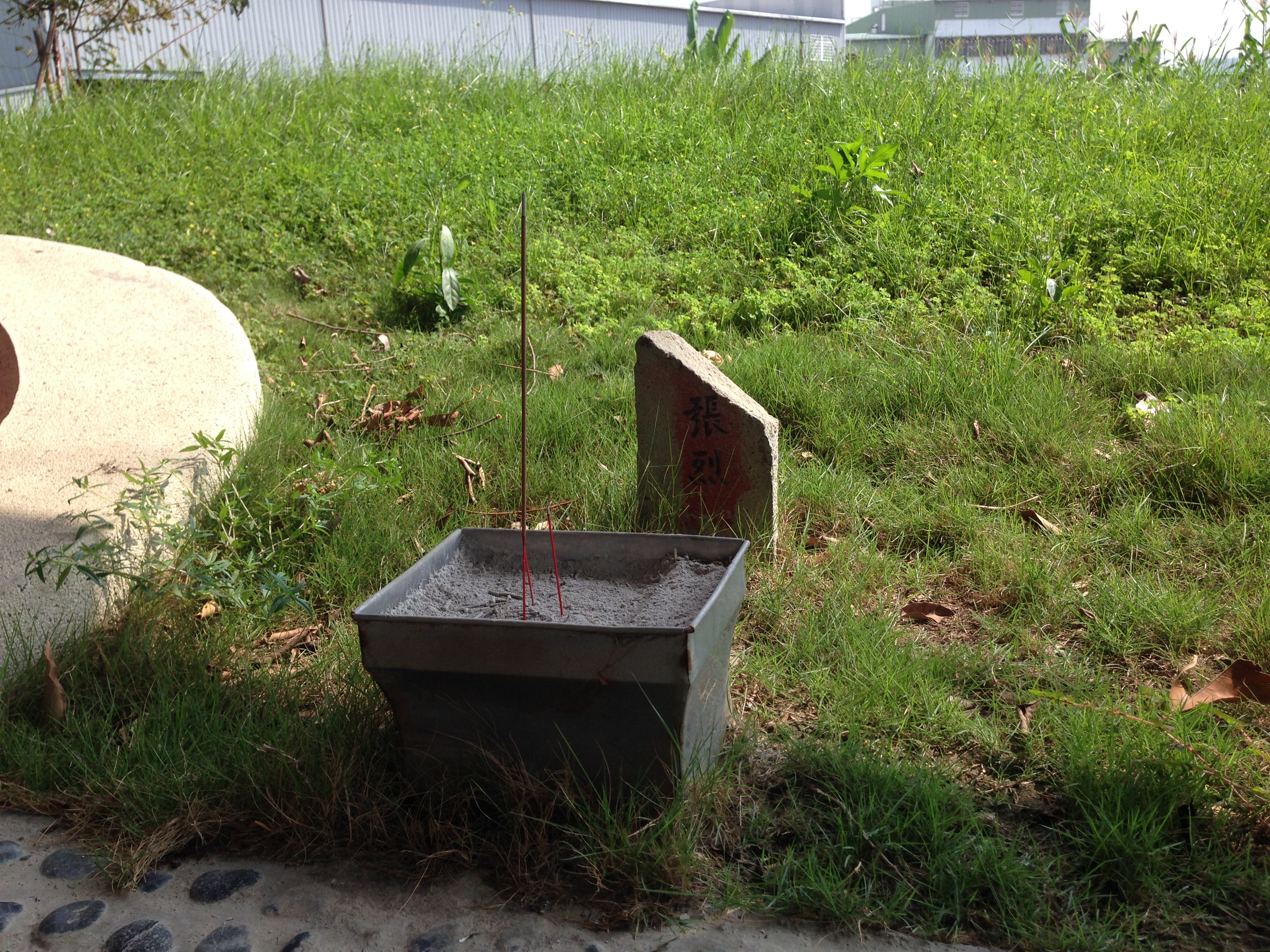
張烈墓碑
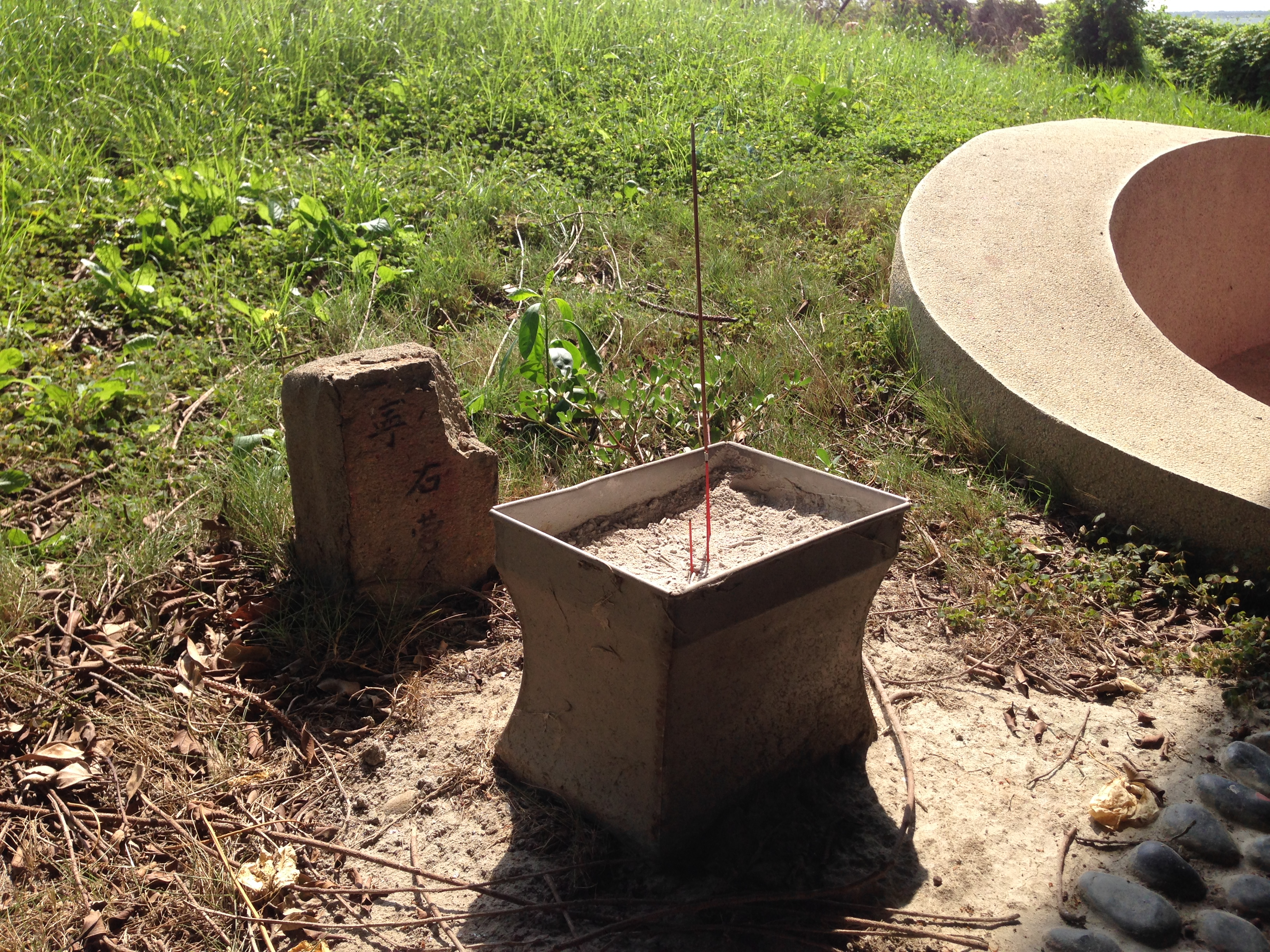
殘刻「寧右營」石碑

## 沿革
遭難的七名兵丁被集中安葬於柳樹湳庄附近墳地。雖然清廷在彰化縣建有昭忠祠，但該七位兵丁的資格並不符合，因而未能入祀。乾隆二十年，汛塘官兵與庄民在墳塚前設立小祠祭祀。南北投汛官兵獻刻有「乙亥年十二月（1756年），七將軍，南北投汛關」的石香爐、柳樹湳庄民在乾隆廿一年六月（1757年）題獻有名為「兵慶祠」木匾。今日烏溪流域的草屯南岸七將軍廟、南投市營盤口七將軍廟、大里七將軍廟，皆緣於此廟。
1985年附近居民組成擴建委員會，另於此祠前興建新殿；1988年完工後重新命名為「七將軍爺廟」，地址為霧峰鄉南柳村新厝路148巷。全名「霧峰柳樹湳七將軍爺廟」。

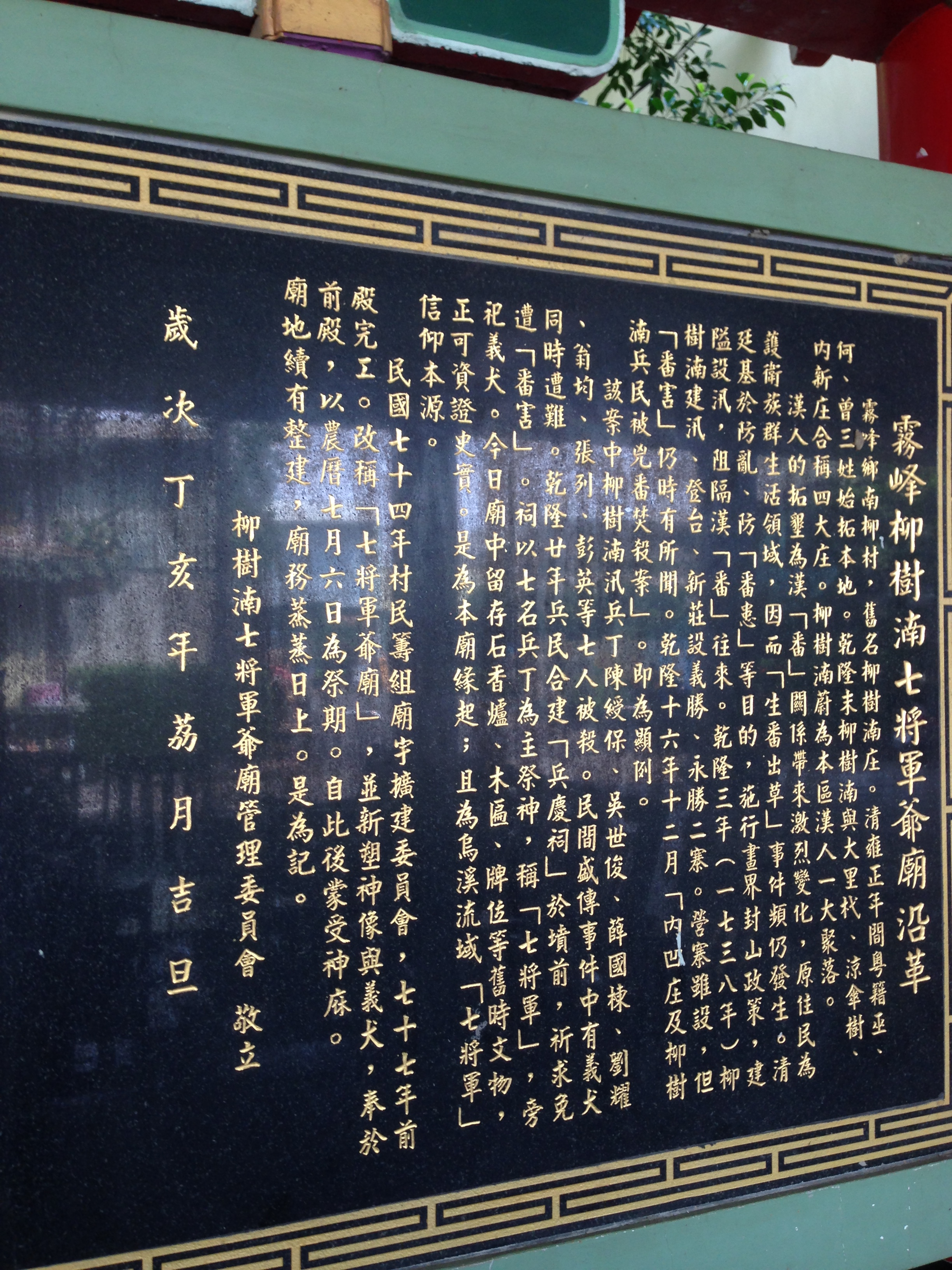
該廟沿革歷史沿襲《大里市志》〈勝蹟志〉，年代、汛、死亡人數皆被指出錯誤。不過，其管委沈明吉在2013年接受《臺灣時報》採訪時，已講述正確。

完工後新塑六尊神像與一尊義犬像，供奉於前殿。墳墓今僅剩張列墓碑，另還有殘刻「寧右營」的石碑，此當指福寧鎮或建寧鎮。

## 祭祀
該七位陣亡士兵被稱為「七將軍」，以每年農曆七月初六為祭日。其中士兵翁均的神位上有「典左」二字，為負責左哨之意。另外，還祭拜一隻犬。該廟沿革是說相傳士兵遭難時，隨同前往的犬奔回總部悲鳴狂吠，總部官員見狀有異立刻派兵救援，趕到現場該些士兵已死，而該犬就在當地咬舌而亡。沿革也表示以尋找失物靈驗著稱。
此廟是霧峰區南柳里一帶的宗教信仰中心，平時香火鼎盛；由於周圍為農田，因此信眾中有不少農民，也會在此舉辦農村祭。

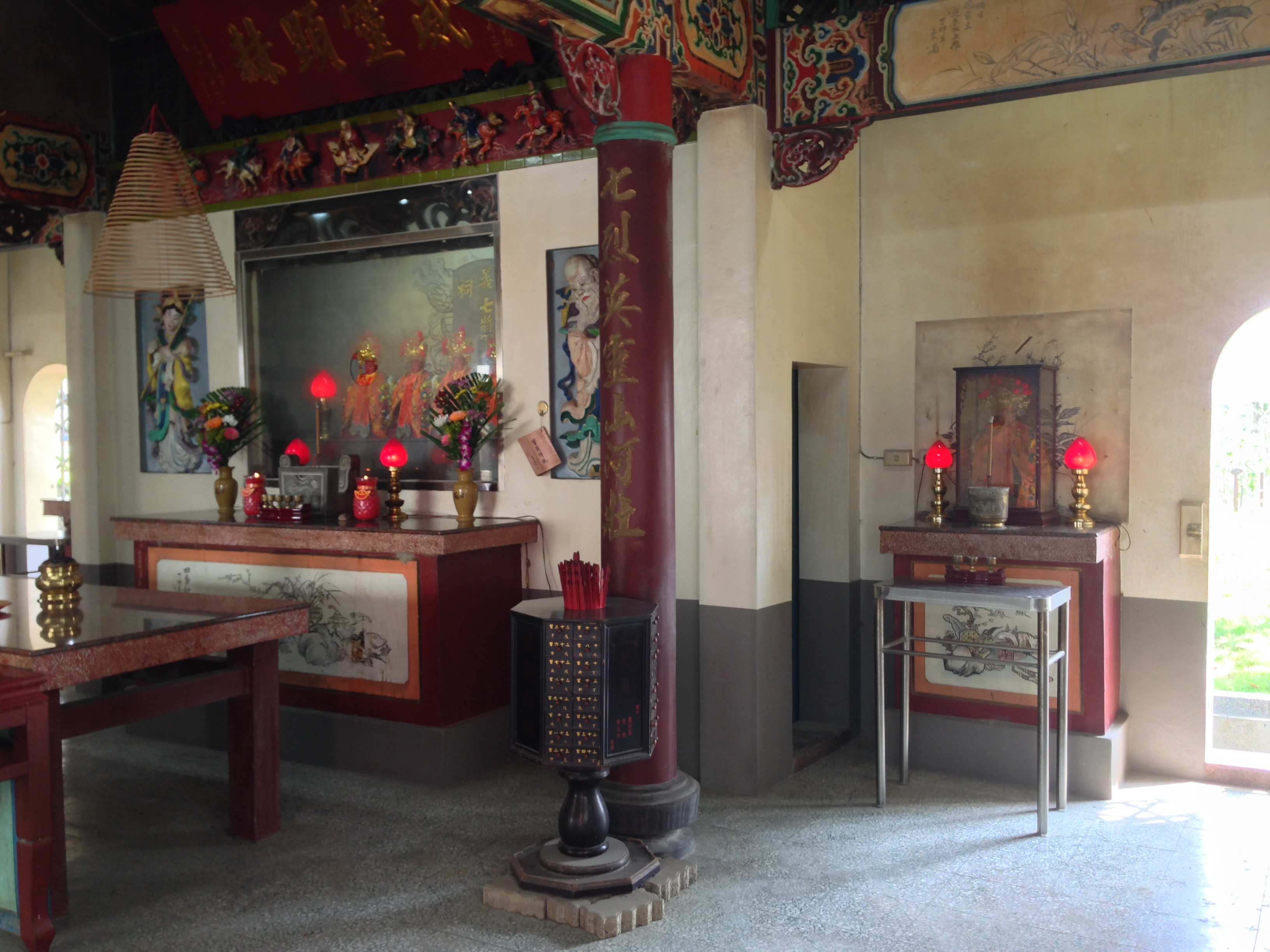
前殿內
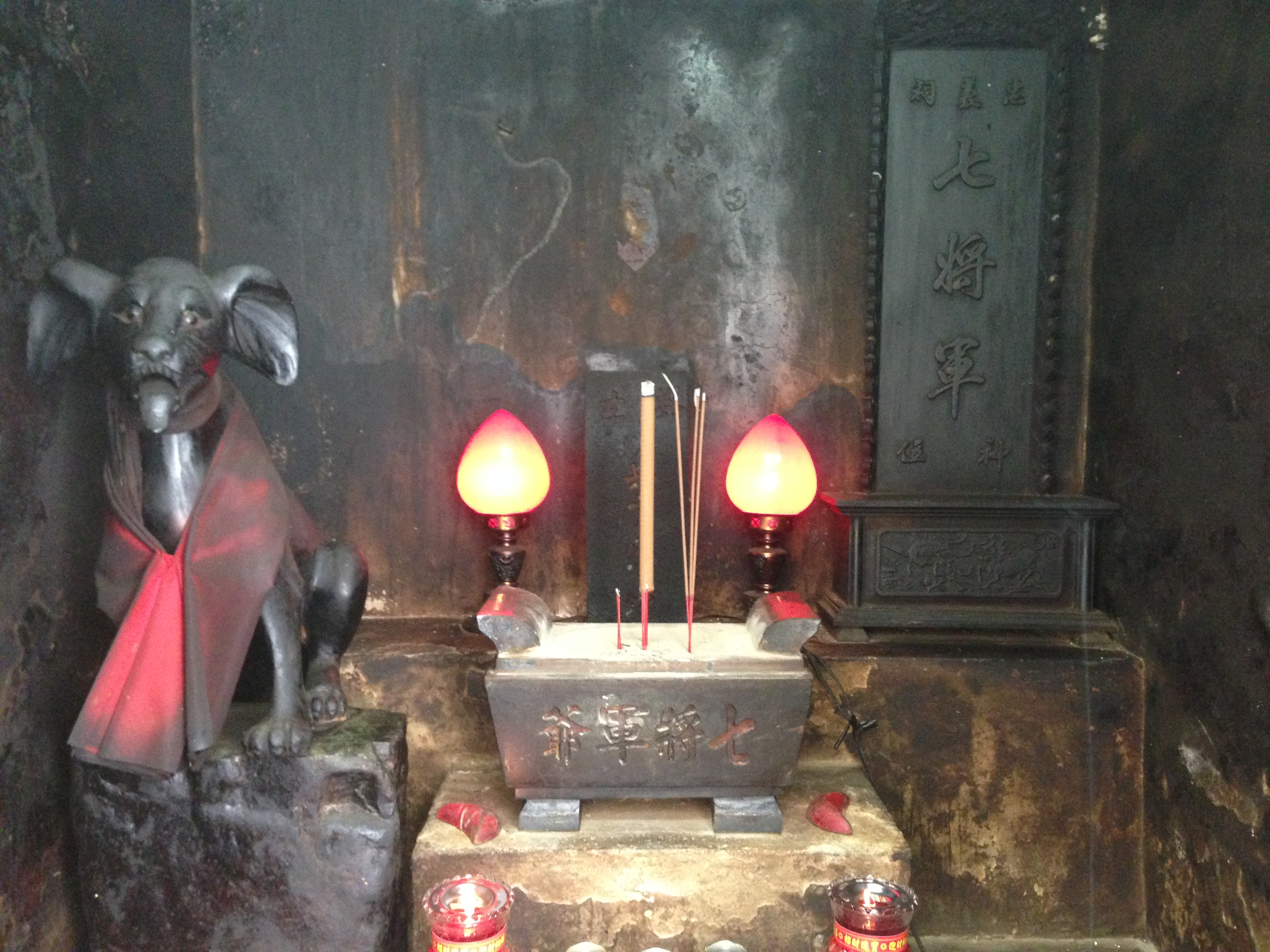
義犬像

犬自殺的傳說及可幫忙尋找失物信仰，在忠義十九公廟也有。